# Benedykt Kocot
Benedykt Kocot (Chrząstowice, 11 aprile 1954) è un ex pistard polacco.

## Palmarès

### Olimpiadi
- 1 medaglia:
  - 1 bronzo (Monaco di Baviera 1972 nel tandem)